# Strada statale 77 della Val di Chienti
Die Strada statale 77 (SS 77) ist eine italienische Staatsstraße, die 1928 zwischen Foligno und der SS 16 östlich von Loreto festgelegt wurde. Sie geht zurück auf ein Teilabschnitt der 1923 festgelegten Strada nazionale 66. Wegen ihrer Führung am Fluss Chienti erhielt die SS 77 den namentlichen Titel "della Val di Chienti". Zwischen Colfiorito und Bavareto sowie zwischen Muccia und der SS 16 wurde eine Schnellstraße gebaut, auf die teilweise die SS 77 gelegt wurde, teilweise die Nummer SS 77 var verwendet wird. Künftig soll die Schnellstraße von Foligno aus durchgehend bis zur SS 16 verlaufen.
Östlich von Sforzacosta verläuft die Schnellstraße weiter im gleichen Tal (parallel zur SS 485) und dadurch auf einer südlicheren Route als die originale SS 77 und mündet dadurch bei Civitanova Marche in die SS 16 – etwa 10 Kilometer weiter südlich als Loreto. Die Länge der SS 77 über die Schnellstraße beträgt 110 Kilometer. Betrieben wird sie von der ANAS S.p.A., daher ist sie auf ihrem gesamten Verlauf mautfrei. Die alte Trasse ist als Provinzialstraße gestuft und trägt weiterhin die Nummer 77.